# Castillo de Yecla
Castillo de Yecla är ett slott i Spanien.   Det ligger i provinsen Murcia och regionen Murcia, i den sydöstra delen av landet, 300 km sydost om huvudstaden Madrid. Castillo de Yecla ligger 734 meter över havet.
Terrängen runt Castillo de Yecla är platt österut, men västerut är den kuperad. Runt Castillo de Yecla är det ganska tätbefolkat, med 52 invånare per kvadratkilometer. Närmaste större samhälle är Yecla, 0,78 km nordost om Castillo de Yecla. Omgivningarna runt Castillo de Yecla är i huvudsak ett öppet busklandskap.